# Cleptometopus montanus
Cleptometopus montanus là một loài bọ cánh cứng trong họ Cerambycidae.